# Миљан Пушица
Миљан Пушица (Пријепоље, 30. јун 1991) је српски рукометаш. Игра на позицији левог бека.

## Каријера
Рукометом је почео да се бави у родном Пријепољу, одакле је као 17-годишњак отишао у Колубару из Лазаревца. Након Колубаре прелази у РК Нови Београд да би 2010. године дошао у Црвену звезду. У Звезди је провео две сезоне да би се у лето 2012. године преселио у Војводину. Са новосадским клубом је провео наредне две сезоне и освојио две титуле првака Србије. У априлу 2014. године је потписао за Вислу из Плоцка. Са пољским клубом је провео наредне три сезоне, да би од 2017. године заиграо за немачки Минден.
Први позив за сениорску репрезентацију Србије је добио у октобру 2013. године. Са националним тимом је играо на Европским првенствима 2014. и 2016. као и на Светском првенству 2019.

## Трофеји
Војводина
- Првенство Србије (2) : 2012/13, 2013/14.
- Суперкуп Србије (1) : 2013.